# Parador
Parador är en plats där man kan erhålla mat och logi, för människor och djur. Kan jämföras med gästgiverier, och låg alltså utmed de gamla landsvägarna.

## Paradores de Turismo de España
Paradores de Turismo de España grundades på initiativ av Benigno de la Vega-Inclán och det första hotellet invigdes i Gredos av Alfons XIII av Spanien 1928. Företaget är ett statligt ägt bolag vars hotell finns från Galicien i nordväst till Katalonien i öster och Kanarieöarna i söder.
Paradorerna är i regel 4-stjärniga, men det finns också några klassificerade som 3-, 5- eller 5GL- stjärniga. Många av de äldre hotellen är inredda i rustik stil, medan de nyare är modernt inredda och därmed också saknar den gamla charmen.
Vissa hotell är byggda inuti eller i anslutning till något historisk byggnad som ett slott, kloster, sjukhus, fängelse eller liknande. Tillbyggnaderna är ofta gjorda pietetsfullt. Andra hotell kan vara byggda i anslutning till skidbacke eller golfbana

## Pousadas de Portugal
Den portugisiska motsvarigheten till Paradores de Turismo de España grundades 1942.